# Comuna Șelaru, Dâmbovița
Șelaru este o comună în județul Dâmbovița, Muntenia, România, formată din satele Fierbinți, Glogoveanu și Șelaru (reședința).

## Așezare
Comuna se află în extremitatea sud-vestică a județului, la limita cu județele Argeș și Teleorman.

## Demografie
Componența etnică a comunei Șelaru
     Români (91,23%)
     Romi (2,52%)
     Alte etnii (6,25%)
Componența confesională a comunei Șelaru
     Ortodocși (92,72%)
     Alte religii (0,94%)
     Necunoscută (6,34%)
Conform recensământului efectuat în 2021, populația comunei Șelaru se ridică la 3.090 de locuitori, în scădere față de recensământul anterior din 2011, când fuseseră înregistrați 3.494 de locuitori. Majoritatea locuitorilor sunt români (91,23%), cu o minoritate de romi (2,52%). Din punct de vedere confesional, majoritatea locuitorilor sunt ortodocși (92,72%), iar pentru 6,34% nu se cunoaște apartenența confesională.

## Politică și administrație
Comuna Șelaru este administrată de un primar și un consiliu local compus din 11 consilieri. Primarul, Gheorghiță Matei[*], de la Partidul Social Democrat, este în funcție din octombrie 2020. Începând cu alegerile locale din 2024, consiliul local are următoarea componență pe partide politice:
|  | Partid                          | Consilieri | Componența Consiliului | Componența Consiliului | Componența Consiliului | Componența Consiliului | Componența Consiliului | Componența Consiliului | Componența Consiliului |
|  | ------------------------------- | ---------- | ---------------------- | ---------------------- | ---------------------- | ---------------------- | ---------------------- | ---------------------- | ---------------------- |
|  | Partidul Social Democrat        | 7          |                        |                        |                        |                        |                        |                        |                        |
|  | Partidul Național Liberal       | 3          |                        |                        |                        |                        |                        |                        |                        |
|  | Alianța pentru Unirea Românilor | 1          |                        |                        |                        |                        |                        |                        |                        |

## Istoric
La sfârșitul secolului al XIX-lea, teritoriul actual al comunei era inclus în plasa Glavacioc a județului Vlașca. Satul Șelaru făcea parte din comuna Glavacioc, reședința plășii, terenul aparținând statului după naționalizarea în 1864 a moșiei mănăstirii Glavacioc. Celelalte două sate formau comuna Fierbinți, cu 1587 de locuitori. În comuna Fierbinți, funcționau o biserică și o școală mixtă cu 3 clase în care în 1888 învățau 27 de elevi (din care două fete).
În 1925, Anuarul Socec consemnează comuna Șelaru, separată de comuna Glavacioc și formată doar din satul de reședință, cu 2030 de locuitori. Comuna Fierbinți era în aceeași plasă și păstra aceeași componență, având 2453 de locuitori.
În 1931, comuna Glavacioc avea să fie desființată, satul Glavacioc regăsindu-se din nou împreună cu satul Șelaru în aceeaași comună, denumită acum Șelaru.
În 1950, județele au fost desființate, iar cele două comune au fost transferate raionului Găești din regiunea Argeș. În 1968, la revenirea la organizarea administrativă pe județe, județul Vlașca nu a mai fost reînființat, comunele fiind transferate inițial temporar județului Argeș, dar în final comuna Fierbinți a fost desființată și, împreună cu satul Șelaru din comuna Șelaru, au alcătuit comuna actuală ce a fost transferată județului Dâmbovița.

## Personalități născute aici
- Ghiță Licu (1945 - 2014), handbalist.